# Arrest (gemeente)
Arrest is een gemeente in het Franse departement Somme (regio Hauts-de-France) en telt 841 inwoners (2005). De plaats maakt deel uit van het arrondissement Abbeville.

## Geografie
De oppervlakte van Arrest bedraagt 11,1 km², de bevolkingsdichtheid is 75,8 inwoners per km².
De onderstaande kaart toont de ligging van Arrest (gemeente) met de belangrijkste infrastructuur en aangrenzende gemeenten.

## Demografie
Onderstaande figuur toont het verloop van het inwonertal (bron: INSEE-tellingen).